# Sphinx (ドキュメンテーションジェネレータ)
Sphinxは、Pythonで書かれているドキュメンテーションジェネレータである。
主にPythonコミュニティで利用されているが、その他の環境でも利用されている。

## 目的と機能
SphinxはreStructuredTextをHTML (ウェブサイト) やPDF、EPUB、Texinfo及びmanページなどの他のフォーマットに変換する。
reStructuredTextには拡張性があり、Sphinxはソースコードからのドキュメントの自動生成、数式の表現、ソースコードのシンタックスハイライトなどにこれを利用している。

## 歴史と用例
最初の公開リリースであるバージョン 0.1.61611は2008年3月21日に発表された。
SphinxはPythonプロジェクトのドキュメントのために開発され、広く利用されている。
Sphinxは2008年に公開されて以来、Bazaar、SQLAlchemy、MayaVi、SageMath、SciPy、Django、Pylonsなどの他の多くの重要なPythonプロジェクトで採用されている。
また、BlenderのユーザーマニュアルやPythonのAPIドキュメントにも採用されている。
2010年、Eric Holscherはソフトウェアドキュメントの保守を容易にするための取り組みの一環として、Read the Docsプロジェクトを発表した。
Read the Docsは、各コミット時にSphinxドキュメントの生成とアップロードを自動的に行う。

### Linuxカーネル
Linuxカーネルのドキュメントサブシステムは2016年に変更された。
バージョン 4.7以降では、ドキュメントはSphinxを使用するように変更されている。
LCA2016
What I've learned as the kernel docs maintainer - YouTube
LCA2017
Kernel documentation: what we have and where it's going - YouTube